# Surrender (Paint It Black)
Surrender is de tweede ep van de Amerikaanse punkband Paint It Black. Het album werd uitgegeven door het label Fat Wreck Chords op 18  augustus 2009 in de vorm van een 7-inch plaat en als muziekdownload. Het is de tweede ep die de band in 2009 heeft laten uitgeven.

## Nummers
1. "Sacred" - 1:47
2. "Worms" - 2:17
3. "Cipher" - 0:46
4. "Surrender" - 2:02

## Band
- Dan Yemin - zang, gitaar
- Josh Agran - gitaar
- Andy Nelson - basgitaar, zang
- Jared Shavelson - drums